# Ausztrál nyálkáshal
Az ausztrál nyálkáshal (Ecsenius australianus) a sugarasúszójú halak (Actinopterygii) osztályába, a sügéralakúak (Perciformes) rendjébe és a nyálkáshalfélék (Blenniidae) családjába tartozó, a trópusi sekély tengervízben élő halfaj.

## Rendszerezés
Victor G. Springer 1988-ban Ecsenius australianus néven írta le a fajt. Úgy gondolta, hogy a külső alkati hasonlóságok, a széles, sötét sávok, csíkok miatt a legközelebbi rokonai az E. fourmanoiri és az Ecsenius opsifrontalis, bár mindkettőtől eltér az úszósugarának és a gerincoszlopban található csigolyáinak a száma.

## Előfordulása
A Csendes-óceán nyugati részén az Ausztrália körüli sekély trópusi tengerben a Nagy-korallzátony és a Korall-tenger egyes részein fordul elő. A klímaváltozás hatásaként várható, hogy előfordulási területe nagyobb lesz.

## Megjelenése
Az ausztrál nyálkáshal kisméretű hal, a hossza nem haladja meg a hat centimétert. A testének kétharmada vöröses-barnás melyet fehér foltokkal övezett csíkok tarkítanak, a hasoldali része fehér. A színezete és mintázata a csíkok mentén változik fényes narancs-vöröstől a rózsaszínes-barnáig. A test árnyalata a farokúszó felé sötétedik. 
A zsírúszójában tizenkét csonttüske és 13-15 úszósugár, a farok alatti úszójában két tüske és 15-16 úszósugár, a mellúszójában 13-14 sugár míg a farokúszóban 14 sugár található. Oviparous hal, az ikrái odatapadnak a tengerfenékhez.

## Fordítás
- Ez a szócikk részben vagy egészben  az   Australian blenny című angol Wikipédia-szócikk ezen változatának fordításán alapul.  Az eredeti cikk szerkesztőit annak laptörténete sorolja fel. Ez a jelzés csupán a megfogalmazás eredetét és a szerzői jogokat jelzi, nem szolgál a cikkben szereplő információk forrásmegjelöléseként.